# Велењско језеро
Велењско језеро је највеће од три вештачка језера која чине групу Шалешких језера, насталих слегањем тла због интензивног копања угља, када су се стари рударски ровови испунили водом из локалних потока. 

## Географске карактеристике
Језеро се налази између Шкалског и Дружмирског језера, између Велења и Шоштања, на надморској висини од 366 метара.
Језеро је дугачко 1,4 км, широко,1,3 км, а дубоко 54 метра, површине 1,4 км², и запремине од 30,5 милона м³ воде.
По својим димензијама и количини воде спада међу највећа језера у Словенији. Својом дубином од 54 метра дубље је за 31 метар од Бледског, а 45 метара од Бохињског језера. По површини једнако је Бледском језеру, али има два милиона кубних метара више воде. Његово појезерје има обим од 20 км², а на њему живи приближно 1.500 становника.